# オリオンリーグ
オリオンリーグは、よしもとエンタテインメント沖縄（吉本興業の子会社）に所属する日本のお笑いコンビ。2010年6月結成、2人とも沖縄県出身。

## メンバー
玉代勢 直（たまよせ すなお、1979年3月23日 -（46歳））
ツッコミ・ネタ作り担当、立ち位置は向かって右。
沖縄県宜野座村出身（10歳～20歳まで沖縄市在住）、沖縄県立球陽高等学校卒業。血液型A型。
特技・ペン回し、ギター、三線、一輪車。
NSC東京校6期出身。現在のコンビ以前は同期のペレ草田とコンビ『エクステンション』を組んでいた。
剛くん（ごうくん、1979年6月11日 -（46歳））
ボケ担当、立ち位置は向かって左。
本名、堀川 剛（ほりかわ ごう）。
沖縄県那覇市出身、沖縄県立那覇高等学校卒業。血液型A型。
特技・剣道三段、マラソン（1999年～2012年現在までNAHAマラソンに連続出場し、全て完走している）。
NSC東京校7期出身。
2018年に歯科医師の女性と結婚した。

## 概要
エクステンション解散をしたばかりの玉代勢が剛くんを誘う形で結成。
Laugh&Peace ラフピー～沖縄国際映画祭への道～内の企画前説王決定戦で優勝、それをきっかけに第4回・第5回沖縄国際映画祭へ出演している。
剛くんは漫才前にいつもちんすこうを配っている、自称ちんすこう大使である。
当初は東京吉本で活動していたが、2020年よりよしもとエンタテインメント沖縄へ移籍した。2022年9月より沖縄県住みます芸人に就任。

## 出演
- ハッピーMusic
- Laugh&Peace ラフピー～沖縄国際映画祭への道～

## 主な活動
- よしもと ExP
- 新ネタバトル!Bリーグ